# Command & Conquer 3: Tiberium Wars
A Command & Conquer 3: Tiberium Wars egy valós idejű stratégiai videójáték, amelyet 2007. március 28-án adott ki az Electronic Arts Los Angeles. A videójáték alapja a Westwood Studios által megalkotott Command & Conquer-sorozat második része, a Command & Conquer: Tiberian Sun, így újfent a Global Defense Initiative (röviden GDI), és a Brotherhood of Nod (röviden Nod) kerül előtérben, miközben egy ismeretlen részvevő is csatlakozik az alternatív Földért folytatott háborúhoz.

## Előzmény
A "Második Tiberium háború" (Second Tiberium War) során a Nod karizmatikus vezetője, Kane ismét megmenekül a haláltól, igaz, súlyosan károsodott testét a CABAL kiborgjai megkaparítják, és létfenntartó berendezésekre kapcsolva hagyják gyógyulni. Az emberi faj kipusztítását kitervelő mesterséges szuper-intelligencia haderejét a GDI és a Nod közös erővel elsöpörte a Tűzvihar-krízisként (Firestorm Crisis) ismert háború során, ám annak központi része fennmaradt, és a "Prófétával" való egyesüléssel egy új intelligencia jött létre.
A GDI az ellensége szétziláltságát felismerve jelentősen csökkenteni kezdte a hadseregre fordított általános kiadásokat, hogy a bolygót súlyosan megfertőző földönkívüli ásvány, a tiberium terjeszkedése elleni kampányra illetve az emberek életkörülményein való javítására fordítsa erőforrásait. A GDI tudósai a Föld állapotát kutatva kénytelenek lettek három zónára felosztani a szárazföldet; a kék zóna (Blue Zone) többnyire a GDI védelme alatt álló, biztonságosnak ítélt lakható övezetek, az emberi civilizáció utolsó fellegvárai. A sárga zóna (Yellow Zone) területeire már sokkal inkább a harmadik világbeli életkörülmények a jellemzők, tiberium-fertőzöttsége is jelentős, a vörös zóna (Red Zone) pedig a legveszélyesebb területek, közönséges ember számára az ottani túlélés a megfelelő védőfelszerelés hiányában lehetetlen.
A GDI a védelmi források növeléséért kampányoló csekély politikai kisebbség hangjára ügyet sem vett, és az újraegyesülő Nod a sárga zónák lakosságát próbálja maga mögé állítani. Eközben a Naprendszer határán egy földönkívüli faj űrflottája egyenesen a Föld felé tart.

## Hadjárat
Története kezdetben a GDI és Nod újra fellángolt csatáiról szól, ám az új faj, a Scrin megjelenése átírja az ismert játékszabályokat, így hozva el a "Harmadik Tiberium háború" (Third Tiberium War) néven ismert globális kiterjedésű összeütközések kétéves sorozatát.

### GDI

A GDI második küldetéséről készült kép

A GDI későn észleli a Nod tervét, így nem marad más választása, mint az újabb kiterjedt csatározás az általa terroristaszervezetként aposztrofált ellenséggel. Kalifornia északi részén a Nod bázist sikerült elpusztítani, majd Kane serege a Pentagont próbálja elfoglalni, amit sikerül megakadályozni, és felszabadítani a virginiai Langley városában fekvő légi bázist is. Ezt követően a Pentagonhoz vezető utánpótlási vonalakat kell megvédelmezni, majd pedig kisöpörni a Nod-ot Washington D.C.-ből, és visszafoglalni a Fehér Házat.
A második fejezetben a sárga zónabeli Egyiptomban kell megtörni a Nod helyi kontrollját; Alexandriát visszafoglalva megsemmisíteni az ellenség tiberium-fegyverkészletét, Kairó elfoglalásával pedig megkaparintani a Testvériség nukleáris arzenálját.
A harmadik fejezetben a Kelet-Európa sárga zónáiban ütközik meg a két ősi ellenfél, ahol ismét Szarajevó lesz a döntő ütközet helyszíne, amikor is a Nod főtemplomát elpusztítja a GDI. A csata előtt Horvátországban egy bázist kell visszaszerezni, és Albániában elpusztítani a Nod helyi járműparkjának tekintélyes részét. A Nod központ elleni ostrom során az ellenség a folyékony tiberium-bomba bevetésével mindkét fél számára súlyos veszteségeket okoz, a civil lakossággal együtt több millióan hallnak meg.
A negyedik fejezetben érkezik a Földre a Scrin, aki rögtön meg is támadja Közép-Európát; először a németországi Münchenből kell kimenekíteni a lakosságot az idegen invázió kegyetlen mészárlásától, majd Stuttgartban ellentámadással visszaszorítani a Scrin előrenyomulást. Kölnben a súlyos harcok árán elért győzelmet követően Bernben következik be a végső ütközet, hogy kiűzzék a Scrint az térségből.
Az ötödik fejezet már az idegen hódítás megtörésén van a hangsúly, akik a tiberium felfedezésének helyszínén, Olaszországban építették ki főbázisukat; Róma visszafoglalását követően megkezdődik a háború döntő ütközete a "Ground Zero"-ként ismert vörös zónában. Az erősen védett Relé-pont (Relay Node) lerombolásával sikeresen megakadályozza a GDI a Scrin betakarító-invázió győzelmét.

### Nod
A Nod teljes ereje a "Második Nod egyesítő háborút" (Second Nod Reunification War) követően ismét Kane kezébe összpontosulhat, és megkezdődik a legendás vezér harmadik csatája az imperialista zsarnok-szuperhatalomnak propagált GDI-vel szemben. A philadelphiai GDI űrbázis ostromával kiiktatja annak rakéta-ellenes szenzorjait és műholdas megfigyelő-rendszerét, majd Washington D.C. két kiemelt légi bázisát szerzi meg. Az ellenséges utánpótlási vonalak elleni támadást során elpusztul a GDI helyi tengerészeti hadereje, és sikeresen elfoglalják, és megtartják egy darabig a Fehér Házat.
A második fejezetben Brazíliában kell megvédeni a tiberiummal kapcsolatos kutatások helyszínét, majd a harmadik fejezetben az erőforrásokat Szarajevóba kell szállítani. Szlovéniában egy Nod Armageddon-osztályú bombázórepülő roncsai közül kell kimenekíteni a folyékony tiberium-bombát. A nagy összecsapás a Nod szarajevói főtemplomában következik be, ahol ugyan először sikerül megakadályozni a GDI-t abban, hogy megszerezze a tiberium-bomba alapanyagait, és leverni a Testvériség belső ellenségeit is, ám a GDI kampányban végül a Nod elveszíti a várost.
A negyedik fejezetben landol a bolygón a Scrin faj. Kairóban vissza kell szerezni a korábban lefoglalt nukleáris-készleteket a GDI-től, majd az ausztráliai Sydney-ben kell megütközni az idegenekkel, miközben a város megmentéséért folyó harcban atomcsapást mér a Nod az amúgy is megosztott figyelmű GDI-re, aki így kénytelen lesz feladni a városért folyó kétfrontos csatát. A közép-ausztráliai Ayers Rock-ban elpusztítja Kane az Testvériség önjelölt parancsnokát, Killian Qatar-t, és kiűzi a GDI-t a kontinensről.
Az ötödik fejezetben a Nod szintén a Scrin ellen száll szembe; Itália északi részén a Testvériség az által kifejlesztett tiberium-katalizátor rakétával pusztítja el az idegeneket, majd a félsziget hegyeiben megtámadja és elfoglalja a Scrin Idegközpontot (Nerve Center), hogy elküldje a Második Tiberium háborúban felfedezett idegen adathordozót, a Tacitus-t a Naprendszeren túli űrbe, remélve hogy tervei során felhasználhatja a Scrin egy részét. A Tevere-folyó vörös zónájában a Nod megütközik mind a GDI, mind a Scrin erőivel, hogy megszerezhesse a utolsó megmaradt betakarító-átjáró tornyot, a Threshold 19-et, majd elsöpri a GDI helyi haderejét. A Nod az emberi beavatkozással szemben sérthetetlenné vált idegen tornyot saját hatalmának növelésére kívánja felhasználni, miközben a GDI a Scrin elleni végső ütközetre készül.

### Scrin
A Scrin a negyedik fejezetben csatlakozik a kampányhoz, hogy befejezze a Föld tiberium általi megfertőzésének utolsó lépéseit. Első támadása Londont éri, majd a GDI előtt behatol Münchenben, utána pedig visszatér a horvátországi GDI-Nod csata helyszínére, hogy tanulmányozza a folyékony tiberium fejlesztéseket. A Scrin célja, hogy Olaszországban felépített Relay Node után a bolygó összes vörös zónájában olyan különleges szerkezeteket építhessen fel, amelyek segítségével nemcsak a tiberium további terjedését, de az intergalaktikus civilizáció inváziójának utánpótlását is biztosítani lehessen. Azonban a GDI a legtöbb tornyot lerombolta, csak a Threshold 19 marad fenn, ezt pedig meg kell védelmezni a GDI ostromától, melyet végül a Nod megszerez magának.

### Utóhatás
A GDI legyőzi a Scrin inváziós haderejét, akik soha többé nem fognak megjelenni a Földön, míg a Nod újra eltűnik a szeme elől, egészen a Negyedik Tiberium háborúig (Fourth Tiberium War). A Nod a maga sajátos vallásos ideológiáját követve a Próféta visszatérését, és az utolsó idegen torony megszerzését taktikai győzelemnek értékeli. A Scrin hadjárata vereséggel végződik, mivel nem lesz képes megszállni a lételemének tekintett tiberiummal fertőzött planétát.

## Játékmenet
A Tiberium Wars játékmenete a hagyományos RTS videójátékok vonalát követi. A térkép különböző pontjain elterülő tiberium-mezőkből lehet összegyűjteni a tiberiumot, amelyet kreditté átalakítva lehet az építkezésre, az egységek gyártására, a fejlesztések támogatására és támogató erők lehívására felhasználni.
A tiberium kitermelését mindhárom oldal az aratókkal (harvester) oldja meg; ezek az erős páncéllal rendelkező egységek a tiberium-mezőkön kinőtt kristályok felszedésével, és a finomítóba (refinery) való elszállításával biztosítják a gazdasági hátteret. A tiberium-mezők közepén általában megtalálható egy különös földrepedés, ahonnan a kitermelhető ásvány újratermelődése származik, így az elhúzódó ütközetek anyagi fedezete többé-kevésbé megoldható. A sorozat korábbi részében megjelent két fajta tiberium használható fel; az általános zöld színű, és a ritkább, ám több kreditet adó kék színű ásvány.
Az építkezést a Tiberium-sorozat hagyományait követve különálló interfészben folyik, ahol a felhasználható kreditösszeg fokozatos levonása során készül el a struktúra, amelyet aztán a bázis központjának tekinthető főépület, illetve a korábban felépített más létesítmények által megnövelt építkezési területen belül lehet elhelyezve azonnal működésbe hozni. Ugyan elsősorban a főépület szolgáltatja az építhető struktúrák alapját, de mindhárom oldal felhúzhat további gyártó- és támogató épületfület biztosító kiszolgáló épületeket, amelyek az adott technológiai szint függvényében ugyanazt a funkciót látják el. A legtöbb épület rendelkezik meghatározott mennyiségű energiaszükséglettel, ezt az erőművek (power plant) felépítésével, illetve energiatermelő kapacitásuk megnövelésével lehet fedezni. Ha áramkimaradás lép fel, a főépület által nyújtott radartámogatás, és a statikus védelem működés megszűnik mindaddig, amíg nem növelik meg a felhasználható energiaszintet illetve manuálisan nem áramtalanítanak egy-két épületet. Az áramhiány az építkezés, a kiképzés és a fejlesztés idejét is megnöveli.
Az egységek kiképzése mindhárom oldal az adott harci osztályt képviselő épület felhúzásával érheti el, ugyanakkor a Tiberium-sorozat korábbi részeivel szemben, itt is minél több egységképző épület van, annál több a játékos egyidejű gyártókapacitása is, mivel minden további kiképzést szolgáló létesítmény új gyártófület biztosít a számára. A légi egységek egyes képviselőinél a további légierőt kiképző épület alapvető a hadrendbe állítható mennyiség megnövelésére. Továbbá a járművekért és a légierőért felelős épületek a falain túl szabadon lebegő javító-drónok segítségével képesek helyreállítani az adott fegyvernemhez tartozó egységet, ha az a hatósugarába kerül.
A kezdőterületen található tiberium-mező kimerülését követő utánpótlás illetve a térkép felfedezése, és birtokbavétele a győzelem alapját képezi, ezért mindhárom oldal rendelkezik olyan speciális szárazföldi járművekkel, amelyek képesek pár percen belül átalakulva új építkezési területet adni avagy a létező hatósugár kiterjedését megnövelni. Ez természetesen nemcsak az új tiberium-mezők szélén kiépült kitermelőhelyek, de a térkép kulcspozícióinak védelme szempontjából is fontos funkció.
A főbázis és az utánpótlásért felhúzott kisebb előőrsök védelmére mindhárom oldal egyaránt három jól meghatározott célpontú illetve egy-egy specializált védelmi épülettel rendelkezik. Mindhárom típus a számukra kijelölt célcsoporton belüli ellenséggel hatékonyan felvehetik a harcot, míg az azon kívüliekkel szemben szinte már esélytelenek. Az erőteljes negyedik védelmi épület többnyire a szárazföld felőli fenyegetések ellen vethető be hatékonyan. Minden védelmi épület képes érzékelni az álcázott egységeket. A korábbi részekkel ellentétben a mostani játékból kikerültek az épületek páncélzatát megnövelő illetve az elfoglalásoktól, és a robbantásoktól is megvédő falak.

### Harc
A Tiberium Wars harci egységei mindhárom oldal esetén az épületekhez hasonlóan egységes elgondolást követve szerepelnek a harctéren; vannak könnyű páncélzatú felderítők, közepes támadók, specialisták és természetesen nehézfegyveres monstrumok. Gyakorlatilag minden egység rendelkezik legalább egy különleges képességgel, amelyeket a harc alatt jól időzítve lehet kihasználni. Egyes egységek rendelkezhetnek az álcázást érzékelő szenzorokkal is, ezért bizonyos helyzetekben puszta jelenlétük is fontos támogatást nyújthat. A veteránság most is megjelent, összesen három fokozatban; a veterán (veteran), és az elit (elite) egyre nagyobbat sebezz vagy lő gyorsabban és távolabbra, illetve bírja jobban a sérüléseket, míg a hősies (heroic) fokozaton már eléri az öngyógyítást is, és még erősebbé, ellenállóbbá válik. Mindhárom oldal másképp jelöli a veteránság szintjeit, a hősi fokozat esetén pedig már az egység tüzelése során fellépő új effektus is megfigyelhető.
A felderítésre leginkább a gyors és olcsó járművek a legalkalmasabbak, ugyanakkor a sorozat korábbi tagjaival szemben eltűnt a teljes sötétség, a "harci köd" (fog of war) a kampány egy-két küldetése kivételével minden esetben csak az ellenséges épületek és egységek helyzetét fedi le mindaddig, amíg a saját vagy szövetséges látómezejébe nem kerül, és ha a területet elhagyják, pár másodperc múlva ismét ellepi a köd. A semleges épületek és egységek a teljes térképpel egyetemben láthatóak, így kerülve el, hogy a többjátékos módban a térkép puszta ismerete igazságtalan előnyt jelentsen. Visszatért a térképen véletlenszerűen megjelenő semleges konténer (crate) is, amely az őt megérintő egység vagy annak tulajdonosának nyújt bónuszt (pl: rangemelkedés) avagy kreditet.
A gyalogsági egységek a Tiberium-sorozat korábbi részeivel szemben már nem tekinthetőek könnyen feláldozható töltelékeknek. Fegyveres képviselőik a civil infrastruktúra körébe tartozó semleges épületekben való beszállással nemcsak sértetlenül kiállják az ellenség támadását, de onnan tüzelve jóval hatékonyabbak is lehetnek. Az épületeket megszálló gyalogság azonnali kifüstölésére mindhárom oldal képes, így nem feltétlenül lehet meghátrálásra kényszeríteni a seregeket egy-két jó helyen lévő épület fedezékében. A korábbi részekhez hasonlóan itt is megjelentek az elit gyalogsági egységek (avagy kommandók), amelyek a hagyományos katonákkal szemben több különleges képességgel rendelkeznek, ám a harcban részt vevő feleknél egyszerre csak egy lehet a térképen. A korábbi mérnökség a három oldal egyedi megnevezéssel, de azonos szerepkörrel foglalkoztatja, új funkciójuk pedig a játék legnagyobb harci járműveinek pusztulását követően megjelenő burkolat (husk) elfoglalása, amely során az egység hátramarad roncsát azonnal harcra kész állapotra állítják helyre. További fontos tudnivaló, hogy a gyalogsági egységek döntő része csoportot alkotva képezhető ki, tehát ahogy csökken a közös életerő, úgy csökken az adott egység csoportlétszáma és tűzereje.
A járművek szerepe nem változott, továbbra is a hadsereg központi magját képzik, és az ő osztályuk szolgáltatja a legerősebb egységeket, míg a légierő most is inkább taktikai támogatásra, mintsem frontális támadásra alkalmazható, mivel a vadászgépek és a bombázók legtöbb tagjának fegyverkészlete egy-két bevetés után elfogy, így vissza kell térniük a légitámaszpontra.

### Új lehetőségek
A Tiberium Wars a Command & Conquer-sorozat korábban megjelent részeiből merítve további meghatározó újdonságot hozott.
Mind a három oldal rendelkezik ún. támogató erőkkel (support power), amelyek a taktikai lehetőségek széles skáláján belül nyújthatnak komoly támogatást a térkép bármely pontján; egyesek a hadsereg ütőképességét vagy túlélését növelik, mások a gazdaságot élénkíthetik vagy pedig a felderítést szolgálják. Sok épület szolgáltat egy vagy több támogató erőt, és addig használhatóak fel, amíg a játékos rendelkezik a megfelelő épülettel és a lehívásához szükséges azonnal levonható kredittel. A szükséges kredit és az újrahasználhatósági idő az adott támogató erő taktikai súlyával nagyjából arányos, ám nem lehet több ilyen erőt nyújtó épület felhúzásával tölteteket képezni, illetve csökkenteni a kreditköltség avagy újratöltési időt. A szuper-fegyverek természetesen mentesülnek a kreditigénytől, ám a tulajdonos birtokában továbbra is csak egy ilyen struktúra lehet.
Megjelentek a fejlesztések (upgrade). A fejlesztéseket az erre szakosodott kutatóépületek nyújtják, amelyek a megfelelő technológiai szint függvényében juttatnak hozzá potenciális fejlesztésekhez. A fejlesztések kreditköltségét nem egy összegben, hanem fokozatosan vonja le a meglévő kreditkészletből. A fejlesztés befejezésével a fejlesztett egység vagy épület módosítása végleges, így tehát –szemben a támogató erőkkel- a kutatást lebonyolító épület lerombolása után is megmarad. Két fajta fejlesztés van; a passzív, amely állandóan kifejti a hatását és a képességet aktiváló, amelyet pedig engedélyezi az egység vagy épület egyedi képességének használatát.
A három oldal által kiképzett mérnök egységek számára jelentősen kibővült az elfoglalható civil technológiai épületek száma: Például a Tiberium Spike ("Tiberiumtüske") a föld alatti tiberium-rétegek bányászatával és feldolgozásával állandó bevételi forrást nyújt. Az EMP Control Center ("EMI irányító központ") segítségével jármű- és épületbénító csapást lehet mérni a térkép bármely pontjára. A Defensive Tower ("Védelmi torony") pedig erőteljes statikus védelmet nyújt.

### A három oldal összegzése

#### GDI
- Előny
  - A GDI arató könnyű gépfegyverével végezhet a gyalogsággal és a könnyű járművekkel.
  - Az összes gyalogsági egységtől kezdve Predator ("Ragadozó") tankig bezárólag képes szállítórepülőt hívni, ha a tulajdonos rendelkezik GDI Airfield-del ("Légitámaszpont"). Minden egységet személyesen szállít egy szállítógép, amely a kijelölt célterületen való kipakolás után automatikusan elhagyja a térképet.
  - A Zone Troopers ("Zónakatonák") alakulata és a Commando ("Kommandó") képes ugrórakétáival a magasabb helyekre is eljutni, míg a Sniper Team ("Mesterlövészcsapat") az ellenséges gyalogság ellen lehet hatékony.
  - A Juggernaut ("Megállíthatatlan") ostromlépegető kiválóan alkalmas az ellenséges bázis illetve az egy helyben álló vagy lassú szárazföldi erők elleni tüzérségi támadásra, míg a Mammoth ("Mamut") tank a közvetlen csaták esetén nyújt komoly teljesítményt.
  - Támogató erőinek egy része közvetlen offenzív csapásmérés és egységutánpótlás.
- Hátrány
  - A tiberium tárolására szüksége van silókra (silo), különben az aratók által kitermelt ásvány nem alakul át felhasználható kreditté.
  - Haderejének tűzereje nagy, ám előállításuk költséges.

#### Nod
- Előny
  - A Nod arató a begyűjtés alatt vizuális értelemben láthatatlan, csak az éppen begyűjtés alatt álló kristály fokozatos eltűnése során észlelhető. Csak akkor válik láthatóvá, ha leadja rakományát, illetve ha az álcázását felfedezik.
  - A GDI-hez hasonlóan az összes gyalogsági egységtől kezdve a Scorpion ("Skorpió") tanking bezárólag képes szállítórepülőt hívni, ha a tulajdonos rendelkezik Nod Air Tower-rel ("Légi torony").
  - Álcázó-technológiája és robbantásai miatt különösen hatékony a gyors rajtaütések során.
  - A Venom ("Méreg") harci helikopter nagy számban igen hatékony, továbbá képes tükörfelületet szolgáltatni a Beam Cannon ("Sugárágyú") járműnek, aki így eredeti hatósugarán jóval messzebbre, és akár teljesen eltérő szögből is tüzelhet az ellenséges épületekre.
  - Támogató erőinek egy része a taktikai zavarás és a tiberium-manipulálás.
- Hátrány
  - A tiberium tárolására neki is szüksége van silóra.
  - Az Avatar ("Avatár") harci lépegető a kiválasztott jármű fegyverét elvéve magát a fegyver tulajdonosát elpusztítja, így az előállítás költségei megugranak.
  - Minden általános bázisvédelmi épülete egy csomóponttal rendelkezik, amely egy bizonyos hatósugáron belül három szabadon elhelyezhető torony irányítását szolgálja. Ha a védtelen csomópontot lerombolják, a hozzátartozó tornyoknak is vége.
  - A Tiberium-sorozat korábbi részével szemben a Disruption Tower ("Zavarótorony") sem az általa, sem más ilyen épület hatósugarán belül létrejött álcamező alatt nem lesz láthatatlan.
  - Hadereje olcsó, ám tűzerejük gyenge.

#### Scrin
- Előny
  - A Scrin arató a tiberium-mező felett lebegve gyógyul.
  - A másik két oldallal szemben képes korlátlan mennyiségű tiberiumot tárolni, sőt a tiberium-mező közepén található földhasadékra még egy speciális épületet, a Growth Accelerator-t ("Növekedésgyorsító") is felépíthet, amely 50%-kal növeli a mező regenerálódásának ütemét.
  - A Drone Ship ("Drónhajó") a GDI és a Nod MCV-vel (Mobile Construction Vehicle; "Mobil építőjármű") szemben légi egység, így könnyebben közlekedik a térképen valamint elkerülheti a szárazföld felőli fenyegetéseket egy részét.
  - Bár a Scrin nem tud szállítógépeket lehívni, de a Wormhole ("Féreglyuk") támogató erő segítségével létrehozhat a térkép bármely két pontja közt egy átjárót minden szárazföldi egység számára.
  - A Buzzers ("Zümmögők") azonnal végez a gyalogsággal, és rákapcsolódhat a Scrin harci járművek testére, így támogatva őket.
  - A Mastermind ("Vezérelme") képes átvenni az irányítást a kijelölt egység vagy épület felett, és a kijelölt egységek egy csoportját teleportálni a térkép bármely pontjára.
  - A Storm Column ("Viharoszlop") a GDI és a Nod végső bázisvédelmi épületével szemben ionvihart keltve a légierő ellen is bevethető.
  - A Stormrider ("Viharlovas") a Viharoszlop, és a Planetary Assault Carrier ("Bolygóközi hordozóhajó") által létrehozott ionvihar alatt erősebb és magától gyógyul.
  - A Mothership ("Anyahajó") messze a leghatékonyabb haderő; támogató erőként lehívható hatalmas, nagyon lassan mozgó de sok életerővel rendelkező légi egység, amely nagyon lassan feltöltődő fegyverével nemcsak az alatta található ellenséges szárazföldi egységgel vagy épületet végez azonnal, de megfelelő távolságon belül láncreakciót indíthat útjára, így egymaga egy komplett bázist is elpusztíthat.
- Hátrány
  - A zümmögőkön kívül egyetlen Scrin gyalogsági egység sem képes a civil épületekben megszállni.
  - A Devastator Warship ("Pusztító hadihajó") ugyan nagy távolságból tüzel, ám lövedékeit könnyen el tudják kerülni a gyorsan mozgó egységek, míg a bolygóközi hordozóhajó csak az általa kiképzett űrhajókkal tud támadni, amiket ha kilőnek, ingyenes utánpótlásuk ideje alatt nem tudja magát megvédeni.
  - Kevés az igazán használható támogató ereje, továbbá a két másik frakcióhoz képes kevesebb fajta egységet is képezhet ki.

## Egyjátékos lehetőségek
Az egyjátékos hadjárat három nehézségi fokozaton érhető, és 5 fejezetre van osztva. Összesen pedig 38 küldetést lehet teljesíteni. Az elérhető küldetések tartalmazhatnak másodlagos célkitűzéseket is, amelyeket a fő cél előtt teljesítve különféle jutalmakkal (pl: egységutánpótlás) segítheti a játékost. A kampány küldetéseinek teljesítése során a belső adatbázis is kibővül; leírja a háború előzményeit vagy feltárja egyes technológiák, egységek és épületek hátterét.

### Skirmish
A skirmish ("ütközet") a gépi M.I.-jal történő hagyományos játékmód. A térkép és a szabályok (kezdő kreditösszeg; véletlenszerű konténerek; a játék sebessége) kiválasztása után meghatározható nemcsak a faj, a szín, és a M.I. nehézsége, hanem annak általános viselkedése is: például a Turtler ("Teknős") a bázisvédelemre helyezi a hangsúlyt, a Steamroller ("Úthenger") a nagy haderő kiképzésére, míg a Rusher ("Lerohanó") a meccs kezdetét követő mihamarabbi támadásra. Természetesen van mód arra, hogy véletlenszerű legyen a klasszikus RTS-stratégiákat idéző viselkedésforma. További módosítás a handicap ("hátrány") bevezetése, amellyel az ellenséges épületek és egységek életereje és sebzése a meghatározott százalék függvényében csökkenthető. A győzelmet követően az adott térkép címe előtt a nehézségi szint, és a résztvevők száma szerinti csillag kitüntetés fog megjelenni.
n
Mindkét esetben elmondható, hogy a gépi M.I. a nehézségi fokozat és az általános viselkedésminta függvényében igyekszik kihasználni a játékos bázisának gyenge pontjait, megfelelő módon kombinálja az egységeit, támogató erőit pedig jól alkalmazza.

## Többjátékos lehetőségek
A helyi hálózat mellett a regisztrációt követően elérhető az online lehetőség is, ahol a rendszer automatikusan avagy manuálisan összehozza a játékost a vele azonos tudással illetve széles sávú internetkapcsolattal rendelkező ellenfelével vagy szövetségesével, továbbá lehetőség van klánok létrehozására, és a meccsek kielemzésére szolgáló BattleCast felvételkészítésre, kommentálásra és visszajátszásra. Maximum 8 játékos játszhat egy online meccset. A játék támogatja a VoIP–rendszert, így lehetőséget adva a játékban való mikrofonos beszélgetésre.

## Hangulat
A Tiberium Wars látványáért az erősen továbbfejlesztett SAGE motor felel. Ezt a grafikai motort korábban két videójáték, a Command & Conquer: Generals és a A Gyűrűk Ura: Harc Középföldéért esetében használták.
A játék zenei anyagát Steve Jablonsky készítette Trevor Morris-sal közösen. A korábbi C&C videójátékok alatt megszólaló zenékéért felelős Frank Klepacki a Petroglyph Games videójáték-kiadóhoz szerződött.
A játék hangulata a sötét grafika és hangzás teszi erősen poszt-apokaliptikussá, a kék zónán túli vidékek egyre lepusztultabbak, sivárabbak, miközben a tiberium megállíthatatlanul formálja át a világ arculatát.

## Pályakészítés és módszerkesztés
A videójátékhoz nem járt térképszerkesztő, csak később vált külön letölthetővé World Builder címmel. A rajongók által létrehozott módok az alapjátékot írják át kisebb-nagyobb mértékben, az egyik ilyen mód például a mutánsokat teljes értékű frakcióként bevezető The Forgotten.

## Fejlesztés
2001-ben az EA úgy határozott, hogy a Westwood Studios által 1999-ben kiadott Tiberian Sun science fiction alapját a valódi konfliktusokkal kell párosítani, miközben megőrzi a Command & Conquer hagyományos játékmenetét. A Westwood Studios a Command & Conquer 3 cím alatt kezdett neki a fejlesztésnek, és a Command & Conquer: Generals által használt 3D-s grafikai motor, a SAGE adta a látványvilágot, ám a cég megszűnését követően az EA Los Angeles vette át az új rész fejlesztését. Az EA vezetősége a Red Alert 3 fejlesztését irányozta elő, ám a személycserék követően ez nem így lett, és 2006. április 20-án már bejelentették a hivatalos megjelenési dátumot, és találkozókat is szerveztek a rajongóknak az új cím megismerésére és értékelésére.
Az új rész PC verzióját végül 2007. március. 28-án adták ki az Egyesült Államokban. Három formában jelent meg; a megjelenés előtti, a hagyományos dobozos, illetve a Kane Edition, amely egyedi borítóval, valamint további többjátékos térképeket, fejlesztői videókat és koncepció-rajzokat tartalmazó bónusz DVD-vel láttak el.

## Fogadtatás
A PC Gamer 90%-ra értékelte; a GameSpot 9.0-t adott rá, mint amely "a Command & Conquer legjobbja lett, és mind az új játékosoknak, mind a keményvonalasok számára egyaránt élményt nyújt". A hazai PC Guru és a GameStar egyaránt pozitívnak ítélte a játékot, mindketten kiemelték látványvilágot, a zenét és a jó többjátékos lehetőségeket, negatívumnak pedig a változatlan alapokat, a frakciók közötti kiegyensúlyozatlanságot és a túl erős járműveket rótták fel.

### Kritikák és ellentmondások
- Több kedvelt technológia eltűnt vagy jelentősen gyengült. A Nod földalatti járművei mind elvesztek, az álcázó-technológiája pedig több esetben már a mozgás során is inaktívvá válik. A GDI sínágyújának hatékonysága és felhasználhatósága is csökkent.
- A GDI Ragadozó tank költséghatékonyság szempontjából rosszabb, mint a korábbi Titan ("Titán") lépegető. A korábbi Artillery ("Tüzérség") elvesztése komoly hátrányt jelent a Nod frakciónak.
- A Scrin anyahajó gyakorlatilag a frakció második szuper-fegyvereként szolgál, amelyet ha nem pusztít el a légvédelem, a támadás után visszanyeri elveszett életerejét, továbbá mindent elpusztít, beleértve a saját és a szövetséges egységeket és épületeket is.
- A tiberium által létrejött mutáns élővilág gyakorlatilag megszűnt, csak a visceroid marad meg, de annak előfordulása is jelentősen megritkult. A környezetben tapasztalható változások során is hiába jött létre a bolygó egyes területein szinte holdbéli kietlenség, az ionviharokat már csak a Scrin képes létrehozni.
- A Scrin egységek és épületek külső megjelenésre nem túl változatosak.

## Folytatás
A Tiberium Wars kiadása után 2007. augusztus 14-én az Electronic Arts elindított egy internetes televízió-szerű adást, a "BattleCast Primetime"-ot, hogy tájékoztassa a rajongókat az új Command & Conquer-játékok megjelenéséről, a kiegészítőkről és patch-ekről.
A Tiberium Wars a 2008-ban kiadott Command & Conquer 3: Kane’s Wrath című kiegészítővel bővült ki, két évvel később pedig a Tiberium-sorozat utolsó darabja, a Command & Conquer 4: Tiberian Twilight.